# Doom metal
Doom metal sau Traditonal Doom metal și în trecut Slow Metal (Proto-Doom) este un subgen extrem al muzicii heavy metal, care foloseste de obicei tempouri mai lente, chitare cu acorduri joase și un sunet mult mai "gros" sau "mai greu" decât alte genuri de metal. Atât versurile, cât și muzica creează o atmosferă apăsată și întunecată, adeseori cu intenția de a invoca sentimente de neputință, disperare, groază și moarte iminentă.
Genul a fost puternic influențat de materialele timpurii ale formației Black Sabbath, care a format un prototip pentru doom metal prin cântece ca "Black Sabbath", "Electric Funeral" și "Into the Void". În prima jumătate a anilor 1980, o serie de formații din Anglia (Pagan Altar, Witchfinder General), Statele Unite(Pentagram, Saint Vitus, Trouble) și Suedia (Candlemass, Count Raven) au definit doom metal-ul ca un gen distinct.

## Epic Doom
Epic Doom sau Power Doom este o combinație între doom-ul anilor '80 și Power Metal caracterizat prin incorporarea instrumente speciale, cum ar fi clapele.
Trupa pionieră în stil este Candlemass , care a inventat și termenul, în 1986 când au lansat lungmetrajul de debut Epicus Doomicus Metallicus (Epic Doom Metal) , s-au consolidat ca fiind creatorii termenului care a adoptat ulterior genul muzical.
În ciuda faptului că nu este cel mai răspândit stil al subgenului, este fără îndoială cel care a reușit să catapulteze doom metal publicului larg în a doua jumătate a anilor '80.
În prezent, stilul original doom metal se numește doom tradițional, se acceptă în mod obișnuit că include și așa-numitul doom epic.

## Artiști cheie
- Doom tradițional: Black Sabbath, Pentagram, Witchfinder General, Trouble, Saint Vitus, Candlemass, Cathedral
- Doom/Death: Paradise Lost, Anathema, Tiamat
- Doom/Gothic: Lake of Tears, My Dying Bride